# Cezura
Cezura es una pedanía y localidad española del municipio de Pomar de Valdivia, perteneciente a la provincia de Palencia, en la comunidad autónoma de Castilla y León. La localidad, que está ubicada en la comarca de la Montaña Palentina, constituye un exclave palentino dentro de Cantabria.

## Geografía
Es un exclave de la provincia de Palencia en Cantabria, concretamente en el municipio de Valderredible. Acceso por las carreteras CA-273 y la PP-6300.

## Historia
La localidad pertenece a la provincia de Palencia porque en la Edad Media perteneció a un señorío de abadengo vinculado a Palencia, por lo que en la división provincial se integró en esta provincia y no en Cantabria. 
A la caída del Antiguo Régimen la localidad se constituyó en municipio constitucional que en el censo de 1842 contaba con 6 hogares y 31 vecinos. Hacia mediados del siglo XIX, el lugar tenía contabilizadas 7 casas. Aparece descrito en el sexto volumen del Diccionario geográfico-estadístico-histórico de España y sus posesiones de Ultramar de Pascual Madoz de la siguiente manera:

CEZURA: l. con ayunt. en la prov. de Palencia (17 leg.), part. jud. de Cervera de Rio Pisuerga (5 1/2), dióc. de Burgos (12), aud. terr. y c. g. de Valladolid (25): sit. en un vallejo cercado de cuestas y breñas; el clima es frio y húmedo, por las muchas nieves que caen durante el invierno, y los vientos que reinan con mas frecuencia son del N. y S. Tiene 7 casas, una fuente dentro de la pobl., y varias en el térm. de frescas y delgadas aguas, y una igl. parr., dedicada á Santiago Apóstol. Confina N. Munilla; E. Valdelomar; S. Elecha, y O. Quintanilla de las Torres. El terreno es montuoso y breñoso, y lo poco que se cultiva de ínfima calidad, encontrándose en todos puntos carrascales , aunque poco poblados. Los caminos son de pueblo á pueblo, en muy mal estado por la naturaleza del suelo; y la correspondencia se recibe de Aguilar de Campó por los mismos interesados. prod.: centeno y avena; ganado vacuno y cabrio, y caza de perdices y liebres en abundancia. ind.: la agrícola. pobl.: 6 vec., 31 alm. cap. prod.: 7,600 rs. imp.: 630. El presupuesto municipal asciende á 360 rs., y se cubre con el prod. de pastos y por reparto vecinal.
(Madoz, 1847, p. 382)

Entre el censo de 1857 y el anterior el municipio de Cezura desapareció al integrarse en el de Villarén de Valdivia.

## Demografía
Evolución de la población en el siglo XXI
| Gráfica de evolución demográfica de Cezura entre 2000 y 2020       |
|                                                                    |
| Población de derecho (2000-2020) según el padrón municipal del INE |

## Patrimonio

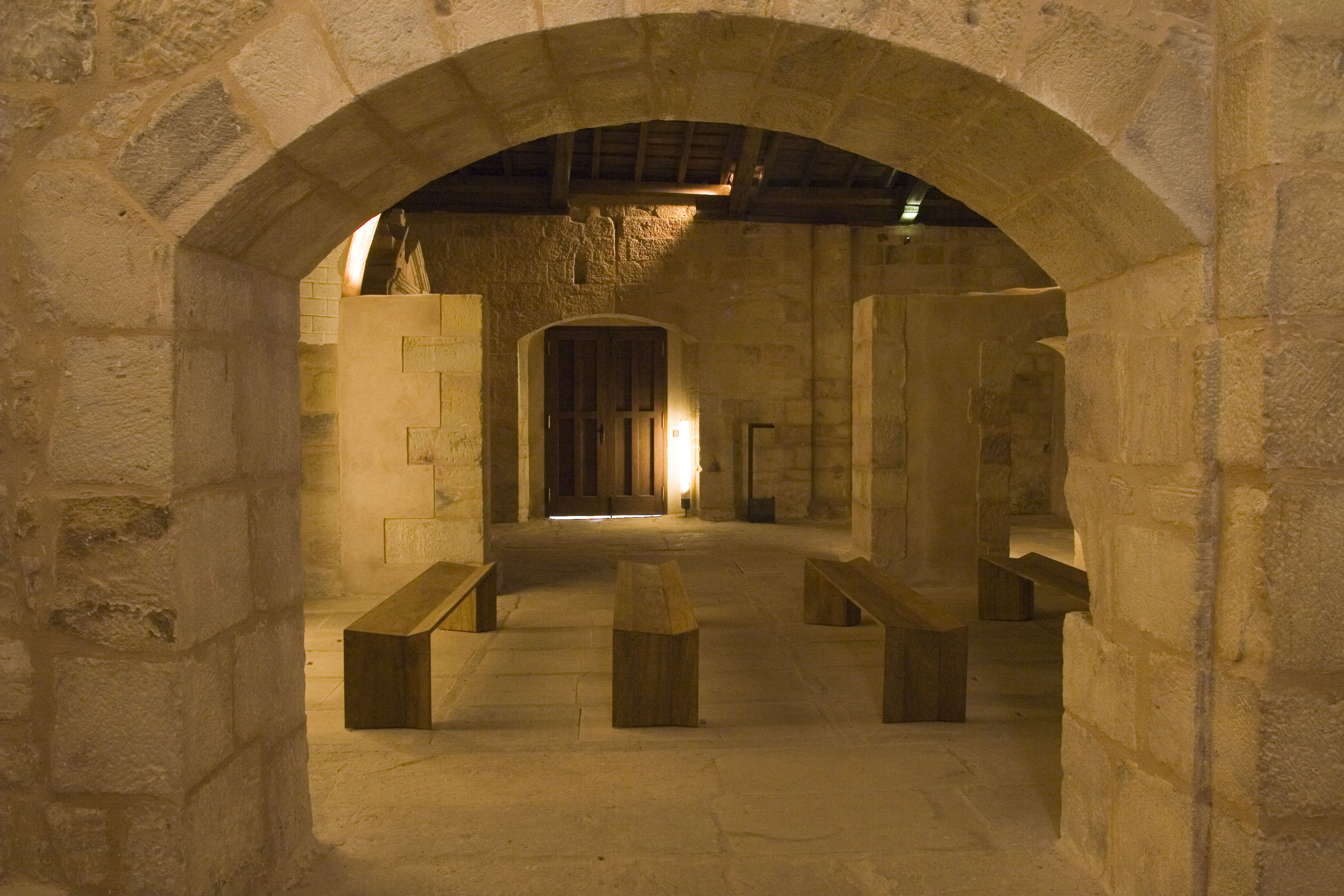
Interior de la iglesia de Santiago tras la restauración efectuada dentro del Plan de Intervención Románico Norte.

En la localidad hay una iglesia bajo la advocación de Santiago Apóstol. Se trata de un templo románico con origen en el siglo XII, con sucesivas reformas que han complicado enormemente su lectura e interpretación histórica. Posee una interesante colección de canecillos. Este templo románico fue restaurado en el año 2007 por la Fundación Santa María la Real, dentro del Plan de Intervención Románico Norte de la Consejería de Cultura y Turismo de la Junta de Castilla y León. Los arquitectos Juan Carlos Prieto y Jesús Castillo Oli resultaron ganadores del primer premio COAL-COACYLE 2008 en la categoría de Restauración y Rehabilitación, al ser considerada una intervención de gran sensibilidad y sutileza, en la que se integran el respeto por la obra y diversas aportaciones de un lenguaje actual muy cuidado.